# Gulddublé
Guldduble (nogle gange stavet Gulddoublé) eller guldplet er et stykke metal, der er belagt med guld. Metallet kan være kobber, messing, bronze eller sølv. Det fremstilles ved at smede de to typer metal sammen. Det er også muligt at fremstille tråd i gudduble, ved at trække et guldrør henover et kobber- eller sølvtråd.
Guldduble kendes tilbage til oldtiden som en måde at få mindre ædle metaller til at se ædlere ud. Metoden bruges i smukkeindustrien og til ure.